# Pseudolithos caput-viperae
Pseudolithos caput-viperae är en oleanderväxtart som beskrevs av John Jacob Lavranos. Pseudolithos caput-viperae ingår i släktet Pseudolithos och familjen oleanderväxter. Inga underarter finns listade i Catalogue of Life.